# Suisse aux Jeux olympiques d'hiver de 2006
Cet article contient des informations sur la participation et les résultats de la Suisse aux Jeux olympiques d'hiver de 2006 à Turin en Italie. La Suisse était représentée par 130 athlètes. 
La délégation suisse aux Jeux olympiques d'hiver de 2006 a récolté en tout 14 médailles, 5 d'or, 4 d'argent, et 5 de bronze. Elle a terminé au 8e rang du classement des médailles, au 7e si l'on compte les nombres de médailles. La Suisse a donc terminé derrière ses voisins alémaniques, l'Allemagne et l'Autriche, mais devant la France et l'Italie. Les Suisses ont aussi récolté 24 diplômes.

## Médailles
|        | Médaille d'or, Jeux olympiques | Médaille d'argent, Jeux olympiques | Médaille de bronze, Jeux olympiques | Ensemble |
| ------ | ------------------------------ | ---------------------------------- | ----------------------------------- | -------- |
| Suisse | 5                              | 4                                  | 5                                   | 14       |

- Liste des vainqueurs d'une médaille (par ordre chronologique)
  - Bruno Kernen  en ski alpin en descente H  Résultats
  - Martina Schild  en ski alpin descente F Résultats
  - Maya Pedersen-Bieri  en skeleton F Résultats
  - Stéphane Lambiel  en patinage artistique Homme Résultats
  - Tanja Frieden  en snowboard cross F Résultats
  - Gregor Stähli  en skeleton hommes Résultats
  - Ambrosi Hoffmann  en ski alpin Super G H Résultats
  - Martin Annen et Beat Hefti  en bob à deux H Résultats
  - Philipp Schoch  en snowboard slalom géant parallèle Résultats
  - Simon Schoch  en snowboard slalom géant parallèle Résultats
  - Evelyne Leu  en ski acrobatique en saut F Résultats
  - Daniela Meuli  en snowboard slalom géant parallèle Résultats
  - Mirjam Ott, Binia Beeli, Valeria Spaelty, Michele Moser et Manuela Kormann  en curling féminin Résultats
  - Martin Annen, Thomas Lamparter, Beat Hefti et Cédric Grand  en bobsleigh en bob à 4 H Résultats

## Épreuves

### Biathlon
- Simon Hallenbarter
- Matthias Simmen

### Bobsleigh
Bob à deux H
- Martin Annen et Beat Hefti
- Ivo Rüegg et Cédric Grand

Bob à quatre H
- Martin Annen
- Beat Hefti
- Thomas Lamparter
- Cédric Grand

- Ivo Rüegg
- Andy Gees
- Roman Handschin
- Christian Aebli

Bob à deux F
- Maya Bamert et Martina Feusi

remplaçants
- Martin Galliker
- Einar Schaufelberger
- Regula Sterki
- Cora Huber
- Sabina Hafner

### Combiné nordique
- Ronny Heer
- Andreas Hurschler
- Seppi Hurschler
- Ivan Rieder
- Jan Schmid

### Curling
Hommes
- Ralph Stöckli
- Claudio Pescia
- Pascal Sieber
- Simon Strübin
- Marco Battilana

Femmes
- Mirjam Ott
- Binia Beeli
- Valeria Spälty
- Michèle Moser-Knobel
- Manuela Kormann

### Hockey sur glace
Hommes
- David Aebischer
- Marco Bührer
- Martin Gerber
- Goran Bezina
- Severin Blindenbacher
- Beat Forster
- Steve Hirschi
- Olivier Keller
- Mathias Seger
- Martin Steinegger
- Mark Streit
- Julien Vauclair
- Flavien Conne
- Patric Della Rossa
- Paul DiPietro
- Patrick Fischer
- Sandy Jeannin
- Marcel Jenni
- Romano Lemm
- Thierry Paterlini
- Martin Plüss
- Kevin Romy
- Ivo Rüthemann
- Adrian Wichser
- Thomas Ziegler

Femmes
- Patricia Elsmore-Sautter
- Florence Schelling
- Nicole Bullo
- Angela Frautschi
- Ramona Fuhrer
- Ruth Künzle
- Monika Leuenberger
- Julia Marty
- Prisca Mosimann
- Silvia Bruggmann
- Sandra Cattaneo
- Daniela Diaz
- Kathrin Lehmann
- Jeanette Marty
- Stefanie Marty
- Christine Meier
- Sandrine Ray
- Rachel Rochat
- Laura Ruhnke
- Tina Schumacher

### Luge
Hommes
- Stephan Höhener

Femmes
- Martina Kocher

### Patinage artistique
- Stéphane Lambiel
- Jamal Othman
- Sarah Meier

### Saut à ski
- Simon Ammann
- Andreas Küttel
- Michael Möllinger
- Guido Landert

### Skeleton
Hommes
- Gregor Stähli

Femmes
- Tanja Morel
- Maya Pedersen-Bieri

### Ski acrobatique
- Thomas Lambert
- Evelyne Leu
- Manuela Müller
- Renato Ulrich
- Christian Kaufmann

### Ski alpin
- Daniel Albrecht
- Fränzi Aufdenblatten
- Marc Berthod
- Sylviane Berthod
- Didier Cuche
- Didier Défago
- Monika Dumermuth
- Tobias Grünenfelder
- Ambrosi Hoffmann
- Bruno Kernen
- Martina Schild
- Nadia Styger
- Silvan Zurbriggen

### Ski de fond
- Reto Burgermeister
- Christoph Eigenmann
- Remo Fischer
- Natascia Leonardi Cortesi
- Toni Livers
- Seraina Mischol
- Laurence Rochat

### Snowboard
Halfpipe
- Therry Brunner
- Frederik Kalbermatten
- Markus Keller
- Manuela Pesko
- Gian Simmen

Slalom géant parallèle
- Ursula Bruhin
- Heinz Inniger
- Gilles Jaquet
- Daniela Meuli
- Philipp Schoch
- Simon Schoch

Cross
- Mellie Francon
- Tanja Frieden
- Marco Huser
- Ueli Kestenholz
- Olivia Nobs